# Patric Ullaeus
Patric Ullaeus (* 30. März 1968) ist ein schwedischer Regisseur von Musikvideos, Fotograf und Gründer der Revolver Film Company in Göteborg. Mit seiner Firma dreht er hauptsächlich, aber nicht ausschließlich, Musikvideos für Bands aus dem Bereich Metal. Sein Video zu Dimmu Borgirs The Serpentine Offering konnte im Jahr 2007 einen Spellemannprisen in der Kategorie Regie Musikvideo gewinnen.

## Musikvideos (Auswahl)
- Arch Enemy: I Will Live Again, Revolution Begins, The World Is Yours
- Brooklyn Bounce: Crazy
- Bro’Sis: I Believe
- Children of Bodom: Trashed, Lost & Strungout
- Chrome Division: Serial Killer
- Dew-Scented: That's Why I Despise You
- Dimmu Borgir: Progenies of the Great Apocalypse, Sorgens kammer II, The Serpentine Offering
- Dream Evil: The Book of Heavy Metal
- Enforcer: Midnight Vice
- Enslaved: The Watcher
- Eric Saade feat. J-Son: Hearts in the Air
- Europe: Last Look at Eden
- Evergrey: Monday Morning Apocalypse, Touch of Blessing, King of Errors, Distance, The Paradox of the Flame
- Firewind: Falling To Pieces, Mercenary Man
- Groove Coverage: Runaway, 21st Century Digital Girl
- Hot Banditoz: Que si, que no
- In Flames: Alias, My Sweet Shadow, Take This Life, The Quiet Place, Touch of Red
- Kamelot: March of Mephisto, The Haunting
- Keep of Kalessin: Ascendant
- Leaves’ Eyes: To France (Mike-Oldfield-Cover)
- Lacuna Coil: Heaven's a Lie
- Mnemic: Death Box, Ghost, Liquid, Meaningsless
- Nana: Lonely
- Rednex: Hold Me, Spirit of the Hawk, The Chase
- Rollergirl: Geisha Dreams
- Scooter: Posse (I Need You on the Floor), Aiii Shot the DJ
- Silent_Skies: Horizons, Solitude, Here comes the Rain again
- Sirenia: The Path to Decay
- Sonata Arctica: Cold, Who Failed the Most
- Sonic Syndicate: Denied, Jack of Diamonds, My Escape
- Tiamat: Cain
- The Underdog Project: Summer Jam
- Within Temptation: Ice Queen, Mother Earth

## Auszeichnungen (Auswahl)
- Spellemannprisen 2007 (Regie Musikvideo)[1]: The Serpentine Offering (Dimmu Borgir)
- Swedish Metal Award 2010 (Video/Regisseur)[2]: Burn This City (Sonic Syndicate)